# Vinton (Texas)
Vinton est un village situé au nord-ouest du comté d'El Paso, en bordure du fleuve Río Grande, à la frontière entre les États-Unis et le Mexique, au Texas, aux États-Unis,.

## Démographie
Lors du recensement de 2010, le village comptait une population de 1 971 habitants. Elle est également estimée, en 2018, à 1 984 habitants.

### Source de la traduction
- (en) Cet article est partiellement ou en totalité issu de l’article de Wikipédia en anglais intitulé « Vinton, Texas » (voir la liste des auteurs).